# 金熙太
金熙太（韓語：김휘태，1996年2月14日—），韓国男子羽毛球運動員。

## 簡歷
2014年4月，金熙太代表韩國隊出戰臺灣臺北市舉行的亞洲青年羽毛球錦標賽，在率先進行的混合团体赛中，韩國队以0比3不敌中国队，获得团体赛亚军；而在個人賽事中，金熙太以0比2（14-21、19-21）不敌印尼的安东尼·金廷，止步于16强。
2017年3月，金熙太分别与崔鐘友和金昭映出戰大阪羽毛球國際挑戰賽出战男子雙打以及混合雙打，男雙则是在第二轮1比2（21-18、19-21、15-21）遭到日本的権藤公平/渡邊達哉逆转；而混雙方面，則在半準決賽以1比2（16-21、21-12、19-21）落败于队友金元昊/李幽琳。

## 主要比賽成績
只列出曾進入準決賽的國際賽事成績：
| 年份   | 賽事                   | 公開賽級別 | 項目     | 搭檔   | 成績 |
| ------ | ---------------------- | ---------- | -------- | ------ | ---- |
| 2014年 | 亞洲青年羽毛球錦標賽   | 其他       | 混合團體 | －     | 亞軍 |
| 2018年 | 世界大学生羽毛球锦标赛 | 其他       | 混合團體 | －     | 季軍 |
| 2018年 | 世界大学生羽毛球锦标赛 | 其他       | 男子雙打 | 金載煥 | 亞軍 |
| 2022年 | 亞洲羽毛球團體錦標賽   | 其他       | 男子團體 | －     | 季軍 |

| 2007-2017年 | 首要超級賽 | 超級賽 | 黃金大獎賽 | 大獎賽 | 國際挑戰賽 | 國際系列賽 | 未來系列賽 | 其他 |

| 2018-2026年 | 總決賽 | 超級1000賽 | 超級750賽 | 超級500賽 | 超級300賽 | 超級100賽 | 國際挑戰賽 | 國際系列賽 | 未來系列賽 | 其他 |